# Hedwig Rosenbaum
Hedwig Rosenbaum, née Hedwig Austerlitz en 1864 à Prague, est une joueuse de tennis de Bohême (actuelle République tchèque) du début du XXe siècle. Elle est connue sous le nom d'Hedwig Raabe depuis 1909.

## Biographie
Hedwig Rosenbaum figure dans les annales de son sport pour ses deux médailles de bronze obtenues en simple et en double mixte (associée à Archibald Warden) aux Jeux olympiques de 1900 à Paris. Ayant fait le voyage directement de Prague, elle est alors considérée comme l'une des meilleurs joueuse de tennis de Bohème.
D'origine juive allemande, elle a vécu à Prague toute sa vie. Elle a été directrice générale et membre du conseil d'administration du Club des artistes féminines allemandes à Prague (Klub deutscher Künstlerinnen in Prag) depuis sa fondation en 1905. Pendant la Première Guerre mondiale, Hedwig Raabe a travaillé comme infirmière. Elle travailla temporairement dans la maison d'édition de son neveu Heinrich Mercy Jr. et dirigea un magasin d'artisanat à partir de 1921. Elle traduisit des livres de sport, des pièces de théâtre et des romans de l'anglais vers l'allemand pour des journaux de Prague et des éditeurs allemands.

## Parcours aux Jeux olympiques

### En simple dames
| # | Date       | Nom de l'olympiade           | Surface      | Résultat | Ultime adversaire | Score    |          |
| - | ---------- | ---------------------------- | ------------ | -------- | ----------------- | -------- | -------- |
| 1 | 06/07/1900 | Jeux olympiques d'été, Paris | Terre (ext.) | Bronze   | Yvonne Prévost    | 6-1, 6-1 | Parcours |

### En double mixte
| # | Date       | Nom de l'olympiade          | Surface      | Résultat | Partenaire       | Ultimes adversaires            | Score    |          |
| - | ---------- | --------------------------- | ------------ | -------- | ---------------- | ------------------------------ | -------- | -------- |
| 1 | 06/07/1900 | Jeux olympiques d'été Paris | Terre (ext.) | Bronze   | Archibald Warden | Harold Mahony · Yvonne Prévost | 6-3, 6-0 | Parcours |